# Ódži Eagles
Ódži Eagles (王子 イーグルス) je japonský tým ledního hokeje, který sídlí v Tomakomai a hraje Asijskou ligu.

## Úspěchy
- Asijská hokejová liga:
  - Vítěz (1x): 2007-08

- Japonská liga ledního hokeje:
  - Vítěz (13x): 1968-69, 1969–70, 1973–74, 1979–80, 1981–82, 1982–83, 1983–84, 1984–85, 1986–87, 1987–88, 1989–90, 1990–91, 1993–94

- Japonský pohár:
  - Vítěz (34x): 1932, 1935, 1947, 1950, 1951, 1952, 1954, 1955, 1956, 1957, 1958, 1964, 1966, 1968, 1969, 1973, 1976, 1977, 1980, 1981, 1983, 1984, 1985, 1986, 1987, 1989, 1991, 1992, 1994, 1995, 1996, 2000, 2002, 2005

## Výsledky v Asijské lize
| Sezóna  | Z  | V  | V(v prod.) | V(SN) | R | P(SN) | P(v prod.) | P  | VG  | IG  | B  | Výsledek | Play-off                                   |
| ------- | -- | -- | ---------- | ----- | - | ----- | ---------- | -- | --- | --- | -- | -------- | ------------------------------------------ |
| 2003–04 | 16 | 5  | 0          | —     | 2 | —     | 0          | 9  | 55  | 58  | 17 | 4./5     | Play-off se ve zkrácené sezóně nepořádalo. |
| 2004–05 | 42 | 24 | 2          | —     | 2 | —     | 1          | 13 | 181 | 124 | 79 | 4./8     | Porážka v semifinále                       |
| 2005–06 | 38 | 22 | 0          | —     | 4 | —     | 2          | 10 | 159 | 87  | 72 | 4./9     | Porážka v semifinále                       |
| 2006–07 | 34 | 20 | 0          | —     | 4 | —     | 1          | 9  | 141 | 80  | 65 | 3./8     | Porážka ve čtvrtfinále                     |
| 2007–08 | 30 | 17 | 1          | —     | 2 | —     | 2          | 8  | 112 | 74  | 57 | 3./7     | Vítězství v play-off                       |
| 2008–09 | 36 | 21 | 1          | 2     | — | 2     | 0          | 10 | 141 | 77  | 71 | 3./7     | Porážka v semifinále                       |
| 2009–10 | 36 | 21 | 0          | 3     | — | 2     | 3          | 7  | 141 | 80  | 74 | 2./7     | Porážka v semifinále                       |

## Zahraniční hráči
- Vjačeslav Staršinov
- Anatolij Fedotov
- Vladimir Kramskoj
- Michael Yoshino
- Sergej Pryjachin
- Matt Oikawa
- Sergej Bautin
- Burt Henderson
- Dusty Imoo
- Greg Parks
- Dan Daikawa
- Travis Hansen
- Jason Podollan
- Jarrod Skalde
- Shane Endicott
- Ricard Persson
- Chris Harrington